# أندي أوبراين (سياسي)
أندي أوبراين (بالإنجليزية: Andy O'Brien)‏ هو سياسي أيرلندي، ولد في 21 يناير 1915، وتوفي في 4 ديسمبر 2006.

## مناصب
- انتخب عضو مجلس الشيوخ من أيرلندا عن دائرة القائمة الزراعية [الإنجليزية]‏ وقد انضم خلال فترته النيابية ‏ (5 نوفمبر 1969 – 30 أبريل 1973)  للكتلة البرلمانية فاين جايل.
- انتخب عضو مجلس الشيوخ من أيرلندا عن دائرة اللجنة الإدارية [الإنجليزية]‏ وقد انضم خلال فترته النيابية ‏ (1 يونيو 1973 – 22 يونيو 1977)  للكتلة البرلمانية فاين جايل.
- انتخب عضو مجلس الشيوخ من أيرلندا عن دائرة Labour Panel [الإنجليزية]‏ وقد انضم خلال فترته النيابية ‏ (27 أكتوبر 1977 – 16 يوليو 1981)  للكتلة البرلمانية فاين جايل.
- انتخب عضو مجلس الشيوخ من أيرلندا عن دائرة Labour Panel [الإنجليزية]‏ وقد انضم خلال فترته النيابية ‏ (8 أكتوبر 1981 – 16 أبريل 1982)  للكتلة البرلمانية فاين جايل.
- انتخب عضو مجلس الشيوخ من أيرلندا عن دائرة Labour Panel [الإنجليزية]‏ وقد انضم خلال فترته النيابية ‏ (23 فبراير 1983 – 3 أبريل 1987)  للكتلة البرلمانية فاين جايل.